# Affaire Fualdès

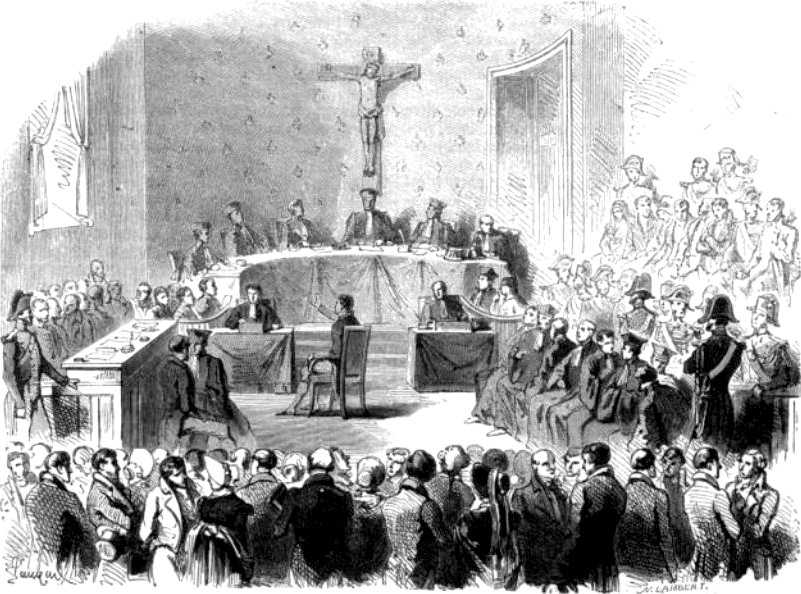
Tekening van het Fualdès-proces.

De Affaire Fualdès was een rechtszaak die van 1817 tot 1818 de krantenkoppen haalde in het Frankrijk van de Bourbonrestauratie en daarna nog steeds de gemoederen bezig hield.
Fualdès, een voormalig officier van justitie, werd in de nacht van 19 op 20 maart 1817 in Rodez de keel doorgesneden en zijn lichaam werd in de Aveyron gegooid. Heel Frankrijk, daarna Europa en zelfs Amerika, raakte al snel gefascineerd door dit mysterie, dat een van de beroemdste rechtszaken van de 19e eeuw zou worden.
Hier speelden politieke overwegingen een rol, want de vermoorde man werd ervan beschuldigd een Bonapartist te zijn, terwijl zijn belagers daarentegen koningsgezind waren. Victor Hugo praat erover in hoofdstuk 169 van Les Misérables, net als Balzac en de Franse schrijver en literatuurcriticus Anatole France.
In een Frankrijk dat verzwakt was door de Napoleontische oorlogen, getekend door revolutionaire omwentelingen en geteisterd door complotten en samenzweringen, was deze rechtszaak een openbaring.

## De omstandigheden van de moord en het eerste onderzoek

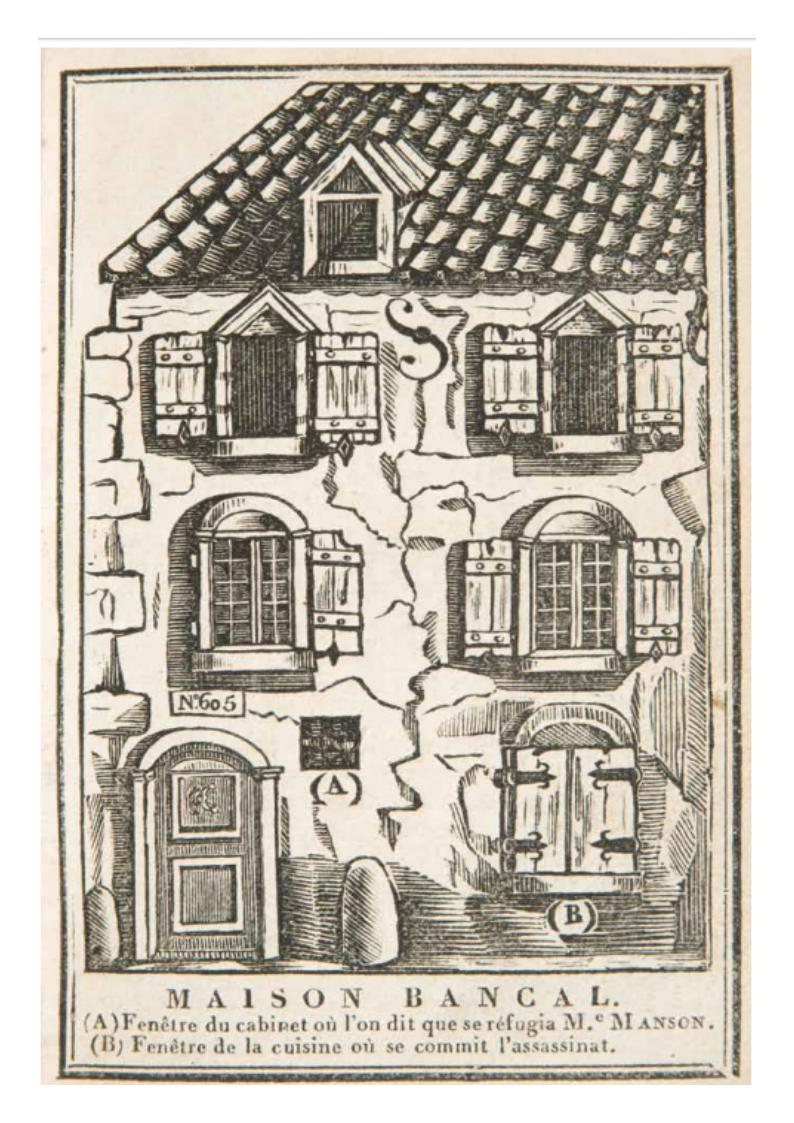
Maison Bancal vernietigd in 1961.

In de ochtend van 20 maart 1817 werd het lichaam van Antoine Bernardin Fualdès, voormalig keizerlijk officier van het departement Aveyron, ontdekt met zijn keel doorgesneden drijvend in de Aveyron. Hij was 's nachts vermoord, aan de andere kant van de stad, waarbij een draaiorgel en een draailier volgens de geruchten zijn kreten overstemden.
Het onderzoek liet niet lang op zich wachten. Het onthulde de bijzonder gruwelijke omstandigheden waarin de moord was gepleegd, wat tot de verbeelding sprak: het slachtoffer was praktisch leeggebloed. De verdenking richtte zich al snel op de bewoners van de maison Bancal, een huis van slechte reputatie op 65, rue des Hebdomadiers (nu 8, rue Séguy), niet ver van de woning van Fualdès. De verantwoordelijken werden gezocht in de onmiddellijke omgeving van de magistraat: de effectenmakelaar Joseph Jausion, echtgenoot van Victoire Bastide, en Bernard-Charles Bastide, bekend als Gramont, zwager en petekind van het slachtoffer, die Fualdès een hypothetische schuld schuldig was. Maar er waren ook handlangers en medeplichtigen, een smokkelaar, Boch, Jean-Baptiste Col(l)ard, de huurder van de Bancals, de weduwe Bancal en haar dochter Marianne, de portfaix Jean Bousquier, een wasvrouw Anne Benoit en haar minnaar, enzovoort. Allen worden ervan beschuldigd hem erin geluisd te hebben.
Deze groep verdachten van bescheiden komaf, sommigen dicht bij criminele kringen en sommigen dicht bij het slachtoffer - leek elke politieke inhoud uit de zaak te halen. Aangezien de diefstal van zakken geld (van wissels waarover Fualdès net had onderhandeld) geen voldoende geloofwaardig motief kon vormen, kwam een eerder verhaal, waarin de schaduw van een kindermoord die door Jausion in 1809 zou zijn gepleegd en door Fualdès uit vriendschap werd verzwegen, naar voren als een acceptabeler motief dan het bescheiden bedrag dat van hem was gestolen. Maar de gruwelijke aard van de moord, de zwakte van de motieven, de onopgeloste grijze gebieden, de persoonlijkheid van het slachtoffer en zijn eerdere politieke rol, zorgden ervoor dat de hele stad, en zelfs heel Frankrijk, gonsde van de geruchten, zozeer zelfs dat het mogelijk was om te spreken van een "ongelooflijke epidemie van affabulaties" en van Rodez als de stad waar "de kelen van mensen worden doorgesneden als varkens". De publieke opinie, gevoed door geruchten, bouwde een totaal gefantaseerd collectief verhaal op. Het eerste van deze verhalen werd verzonnen door de kinderen Bancal, die in het hospitium van Rodez werden geplaatst toen hun ouders gevangen werden gezet. Onder invloed van de notabelen die hen kwamen opzoeken, vertelden ze het verhaal dat Fualdès' keel was doorgesneden op een tafel in de keuken van het huis Bancal, met een slagersmes, en dat de moordenaars zijn bloed, opgevangen in een teil, aan een varken hadden gegeven dat het niet had kunnen opeten.

## Galerij
|  |  |  |  |

## Verwijzingen in literatuur en kunst

#### Iconografie
- Théodore Géricault (1791-1824): "De moordenaars van Fualdès"
- De in Albi geboren schilder Jean-Pierre Sudre, een leerling van David, schilderde portretten van de beklaagden.